# Wunibald Briem
Wunibald Ludwig Briem (* 25. August 1841 in Feldkirch; † 15. März 1912 in Feldkirch) war ein österreichischer Komponist.

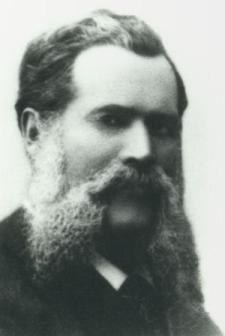
Wunibald Briem (1841–1912)

## Leben
Wunibald Briem stammte aus einer alten Feldkircher Familie. Sein Vater, Franz Valentin Briem, war Sattler und Mesmer. Seine Mutter, Maria Agathe König, stammte aus einer Bregenzer Weberfamilie.
Wunibald Briem hatte drei jüngere Brüder. Franz Briem war Bahnbeamter, Josef Briem Angestellter einer Sparkasse. Karl Briem war ebenfalls ein hochbegabter Musiker, der in Innsbruck an der Musikhochschule Violine und Fagott studierte.
Wunibald Briem besuchte in Feldkirch die Volksschule und sodann das Gymnasium. Da seine außergewöhnliche musikalische Begabung aufgefallen ist, durfte er nach Abschluss des Gymnasiums sieben Jahre bei Professor Josef Gabriel Rheinberger an der Münchner Musikhochschule Klavier, Orgel und Komposition studieren.
Professor Rheinberger, der über ausgezeichnete Kontakte verfügte, war bemüht, seinen Schülern je nach ihrer Begabung und ihrem Können geeignete Posten zu verschaffen. Aufgrund seiner außergewöhnlichen Begabung schlug Professor Rheinberger Wunibald Briem vor, Musikdirektor von Philadelphia zu werden. Briem lehnte nach eingehender Überlegung dieses verlockende Angebot einer internationalen Karriere ab. Er entschloss sich, in seine Heimatstadt Feldkirch zurückzukehren und war dort fünf Jahrzehnte lang Musiklehrer am Gymnasium, Organist, Pianist, Chorleiter, Orchesterdirigent und Komponist.
Im Jahr 1863 wurde Wunibald Briem Musiklehrer am Gymnasium Stella Matutina in Feldkirch. 1868 wurde er Gesangslehrer am k.k. Gymnasium. Daneben gab Wunibald Briem Privatunterricht in Klavier, Orgelspiel und Harmonielehrer. Briem war ein ausgezeichneter Organist und Komponist von Orgelwerken. Als Fachmann hat er Gutachten über die neu erbauten und renovierten Orgeln in Rankweil, Mehrerau, Tosters, Lauterach, Schwarzach, Thal, Braz, Eichenberg, Brand, Ludesch und Schellenberg (Fürstentum Liechtenstein) erstellt.
Wunibald Briem heiratete mit 36 Jahren die aus Rottenburg am Neckar stammende Anna Welker. Sie hatten 14 Kinder, wovon jedoch vier bereits als Kleinkinder starben. Briem starb im Alter von 70 Jahren in seinem Geburtsort Feldkirch.

## Werk
Briem trat für eine qualitative Verbesserung der Kirchenmusik ein. Im Rahmen dieses Engagements gab er als Organist der Stadtpfarrkirche St. Nikolaus in Feldkirch das Brixener Diözesangesangsbuch heraus, eine Zusammenstellung der besten Lieder aus verschiedenen deutschen und lateinischen Gesangsbüchern des 16., 17. und 18. Jahrhunderts. Dazu komponierte Briem das Orgelbuch. Das Werk ist liturgisch aufgebaut. Im ersten Teil sind die erste und zweite lateinische Choralmesse und das Requiem enthalten. Daran schließt die Deutsche Singmesse und sodann die Vespern und Hymnen für die einzelnen Festtage des Kirchenjahres. Der zweite Teil enthält deutsche kirchliche Gesänge. Der dritte Teil enthält als Anhang die dritte und vierte lateinische Singmesse und verschiedene Lieder wie etwa „Stille Nacht, heilige Nacht“, „Tedeum“, „Gotte erhalte …“ und andere. Das Brixener Diözesangesangsbuch samt Orgelbuch ist im Jahr 1905 im Verlag Felizian Rauch in Innsbruck erschienen.
Wunibald Briem schuf Kirchenlieder für gemischten Chor und für Männer- und Frauenchöre. Das lateinische „Ave Maria“ für zwei Frauenstimmen mit Orgelbegleitung ist ein Werk von zarter Schönheit. Das deutsche vierstimmige Marienlied „Ave Maria“ vertonte Briem nach einem Gedicht aus Winnetou von Karl May. Das „Wiegenlied der Muttergottes“ für dreistimmigen Frauenchor mit Klavierbegleitung komponierte Briem nach einem Gedicht des Kapuzinerpaters Gaudentius Koch. Als Musikerzieher komponierte er auch Werke für Kinderstimmen, so etwa „Der gute Hirte“ für Soli und Chor mit Klavierbegleitung und „Aus der Jugendzeit“ für dreistimmigen Knabenchor, Soli und Deklamationen.
Im Verlag Coppenrath in Regensburg erschienen die zwölf zweistimmigen Lieder für Sopran und Alt von Wunibald Briem. Das Lied „Glaubensseligkeit“ ist ein inniger, langsamer Tonsatz. Das Lied „Vöglein im grünen Wald“ ist zart, doch von größerer Dynamik. Das „Frühlinglied“ ist munter, das „Wanderlied“ nach einem Gedicht von Julius Mosen eher besinnlich. Schnell und frisch ist „Reiters Abschiedslied“. „Wenn ich ein Vöglein wär“ nach einem Gedicht von Leberecht Dreves ist ein melancholisches Liebeslied, das in der Folge gerne von den Comedian Harmonists gesungen wurde. „Vesper“ ist die stimmungsvoll romantische Vertonung eines Gedichts von Eichendorff. Das vielfach modulierte Kunstlied „Nachtgebet“ ist eine Vertonung eines Textes von Luise Hensel. Den Abschluss bilden drei Heimatlieder nach Gedichten von P. Beda Widmer: „Am Arlberg liegt mein Heimatland“, „Mein Heim am Rhein“, „O Arlbergland, mein Vaterland“.
Für den Vorarlberger Sängerbund komponierte Briem sechs Lieder im Volkston für vierstimmigen Männerchor in alemannischer Mundart: „Scho lang vo da Alpa“, eine Vertonung eines Gedichts von Seeger an der Lutz, das innige Abschiedslied „Beim Scheiden“, das Lied des verschmähten Liebhabers „Am Brünnele“, „Der Abendstern“ nach einem Gedicht von Franz Josef Vonbun, „Der Wälderbuob im Frühling“ nach dem Gedicht von Josef Feuerstein, „Grüeß di Gott, mi subers Ländle“ nach dem Text des Jesuitenpaters Isidor Hopfner. Das Lied „Uf da Berga, ischt mi Leba“, eine Vertonung eines Textes von Seeger an der Lutz, erreichte durch die Aufnahme in die Vorarlberger Musikschulbücher in Vorarlberg allgemeine Bekanntheit.
Anlässlich des Besuchs von Kaiser Franz Joseph I. in Vorarlberg im Jahr 1881 komponierte Wunibald Briem nach der Dichtung von Anton Berlichingen eine Kantate für Soli, Chor und Klavier und nannte sie zu Ehren des Kaisers „Der Kaiser in Vorarlberg“. Die Aufführungszeit dieses lautmalerischen Werkes beträgt mehrere Stunden.

## Werke
- Ave Maria (lateinisch), für zwei Frauenstimmen mit Orgelbegleitung
- Ave Maria (deutsch), nach einem Gedicht aus Karl Mays „Winnetou“, für vierstimmigen Frauenchor, Verlag Alfred Coppenrath, Regensburg
- Wiegenlied nach einem Gedicht von Gaudentius Koch, für dreistimmigen Frauenchor mit Klavierbegleitung, Verlag Alfred Coppenrath, Regensburg
- Jubelhymne, für dreistimmigen Frauenchor mit Klavier und Harmonium, Verlag Alfred Coppenrath, Regensburg
- Herz Jesu Litanei, für zweistimmigen Kindergesang mit Orgel, Verlag Felizian Rauch, Innsbruck
- Der gute Hirte, Melodram für Soli und Chor mit Klavierbegleitung, Verlag Alfred Coppenrath, Regensburg
- Aus der Jugendzeit, Singspiel für dreistimmigen Knabenchor, Soli, Klavier, Harmonium, Kinderinstrumente (Triangel, kleine Trommel) und Deklamationen, Verlag Alfred Coppenrath, Regensburg
- Zwölf zweistimmige Lieder, für Sopran und Alt mit Klavier
- Sechs Lieder im Volkston nach Gedichten in alemannischer Mundart für vierstimmigen Männerchor
- Grüeß di Gott, mi subers Ländle (I. Hopfner), zweistimmig mit Klavierbegleitung, Verlag J. N. Teutsch, Bregenz
- Uf da Berga (Seeger an der Lutz), Lied für vierstimmigen Männerchor, Verlag J. N. Teutsch, Bregenz
- Vorarlberger Schützenmarsch, für Klavier, Verlag Hug & Co, Leipzig
- Brixner Diözesangesangsbuch, Kompilation von kirchlichen Gesängen für das gesamte liturgische Jahr, Verlag F. Rauch, Innsbruck 1905
- Orgelbuch zum Brixner Diözesangesangsbuch, Orgelkompositionen von Wunibald Briem für das gesamte liturgische Jahr, Verlag F. Rauch, Innsbruck 1905
- Der Kaiser in Vorarlberg, Kantate für Soli, Chor und Klavier, Verlag Gebr. Karl und Nikolaus Benziger, Einsiedeln, New York, Cincinnati und St. Louis 1883